# Tatai Református Gimnázium
A Tatai Református Gimnázium oktatási intézmény Tata város szívében, amelynek értékeit alapvetően a vallás határozza meg.

## Története
Pontosan ugyanazon a helyen, ahol 1608-tól 1759-ig református iskola (1660 -tól középiskola) volt, kezdte meg működését a Pápai Református Kollégium Tatai Gimnáziuma. Az intézmény fenntartója a Dunántúli Református Egyházkerület. Négy évfolyamos, általános tantervű gimnázium, amely átvette a pápaiak pedagógiai programját, helyi tantervét, házirendjét és egyéb dokumentumait. 2005. szeptember elsején megkezdődhetett a tanítás két kilencedik osztállyal, 72 diákkal. A 6. év elejével az iskola fenntartója a Tatai Református Egyházközség lett, így az iskola önállósult és ettől kezdve a neve Tatai Református Gimnázium.
Az épület felújítását Markos Anikó építészmérnök tervei alapján végezték el.
Asztalokat, székeket, táblákat, a szertáraikhoz induló felszerelést elsősorban Hollandiából, Svájcból, valamint ˝anyaintézményüktől˝, a Pápai Református Kollégiumtól kaptak, de segített számos más intézmény, gyülekezet és magánszemély is. Különösen a Kőkúti Általános Iskola segített azzal, hogy használhatták a tornatermét és az ebédlőjét.
Az első tanév tapasztalatait fölhasználva csökkentették az egyes nyelvi csoportok létszámát, választhatóvá tették a francia és a latin nyelvet is az angol és a német mellett. Megemelték a 9. évfolyamon az informatika és az énekórák számát, rajzból kettős órákat vezettek be 10. évfolyamon, hogy ne kelljen egy-egy munkát félbehagyni.A 2007/2008-as tanév volt a legnehezebb, ugyanis a növekő létszám miatt nem volt elegendő a régi iskolaépület.2008. május 18-án adták át az új 3 szintes épületet.Az új épület ideális kiállításokhoz így közel félszáz kiállítást rendeztek már.
dr. Kálmán Attila címzetes, iskolaalapító igazgató 2011 nyaráig vezette az intézményt. Szeptembertől Illés Dániel vezeti a gimnáziumot. A 2015/2016-os tanévben megindították az első hat évfolyamos gimnáziumi képzésüket is.
Diákjaik kétharmada tatai, a többiek a környékről járnak be. Minden diák a saját felekezetének hit-és erkölcstan óráira jár.
Konzervatív iskola, amely annyit jelent, hogy kipróbált ismeretanyagot adnak át, bevált módszerekkel, valamint fokozottabban törekszenek a keresztyén/keresztény és nemzeti értékek átörökítésére.Az iskola diákjai a tanulmányi versenyeken országosan is kiemelkedő eredményeket érnek el.
A gimnáziumnak már 2 évkönyve is megjelent az első a 2005-2009 a második 2009-2011 időszak közti eseményeket mutatja be.

## Vallási értékek
Cs. Kiss Ernő által faragott Tízparancsolat és Jézus boldogmondásai láthatók a lépcsőházban, valamint itt található egy fára égetett mondat Pál apostol Korinthusiakhoz írt leveléből: „Minden dolgotok szeretetben menjen végbe.”
Tanáraik különböző felekezetekhez tartoznak, de a keresztény értékrendet tudatosan vállalják. A diákok túlnyomó része református, a többiek zömében római katolikusok, de vannak evangélikusok és más felekezethez tartozók is. A reggeli tízperces áhítatokat a felekezetek lelkészei, tanárai, diákjai tartják.

## „Forrás Tanulóközpont”
Idegen nyelvű filmek, hangzó anyagok, multimédiás oktatóprogramok segítik a diákokat az idegen nyelv tökéletesítésében. Vizsgára felkészítő, intenzív nyelvi tanfolyamokat indítanak, valamint „Euroexam” vizsga is választható angol és német nyelvből. Angol nyelvből üzleti szaknyelvvizsgát tehetnek le azok a tanulók, akik azt választják.

## Külső hivatkozások
- Tatai Református Gimnázium honlapja
- Kálmán Attila: Iskolánk történetéből Archiválva 2012. március 5-i dátummal a Wayback Machine-ben
- Kálmán Attila: Az első tanév eseményei dióhéjban Archiválva 2011. szeptember 19-i dátummal a Wayback Machine-ben